# Rosse sprinkhaan
De rosse sprinkhaan (Gomphocerippus rufus) is een insect uit de familie van de veldsprinkhanen (Acrididae) en de orde van de rechtvleugeligen (Orthoptera).
Het dier wordt 14-24 millimeter lang (mannetjes 14-16 millimeter, vrouwtjes 22-24 millimeter). Opvallend zijn de zwarte platte knotsvormige antennes met wit uiteinde. De soort kan van juli tot november worden aangetroffen. De habitat bestaat uit kalkgrasland en bosranden. De soort komt verspreid over het Palearctisch gebied voor, in Nederland en België is hij zeldzaam. In Nederland bevindt zich een stabiele populatie nabij Schin op Geul; in België komt de soort voor in de Ardennen en Vlaams-Brabant.